# Perwez
Perwez (in olandese Perwijs, in vallone Perwé) è un comune belga di 8 644 abitanti, situato nella provincia vallona del Brabante Vallone.